# Olympia (película)
Olympia u Olimpiada es un documental de 1938 dirigido por la directora Leni Riefenstahl, que recuenta los Juegos Olímpicos de Berlín de 1936 desarrollados en el Estadio Olímpico de Berlín, en la Alemania nazi. 
La película fue producida en dos partes: Olympia 1. Teil — Fest der Völker (Festival de las naciones) y Olympia 2. Teil — Fest der Schönheit (Festival de la belleza). Fue el primer largometraje filmado en unos Juegos Olímpicos. Se utilizaron técnicas fílmicas avanzadas que, más tarde, se convertirían en estándar de la industria cinematográfica, tales como ángulos de cámara inusuales, cortes abruptos, primeros planos extremos, fijación de cámaras en el estadio para filmar al público. Así, las técnicas empleadas son admiradas de modo casi universal, aunque el es controvertido su contexto político.

## Recepción
La película tuvo una inmensa reacción en Alemania y fue recibida con aclamación por el mundo. En 1960, fue votada por cineastas como una de las diez mejores películas de todos los tiempos. The Daily Telegraph reconoció la película como "aún más técnicamente impresionante" que El triunfo de la voluntad. The Times describió la película como "visualmente deslumbrante."
El crítico de cine estadounidense Richard Corliss señaló en la revista Time que 

vale la pena tomar en consideración la cuestión de Riefenstahl como "la directora nazi" para que pueda ser desechada. En el documental El triunfo de la voluntad retrató a Adolf Hitler como una deidad wagneriana... Pero eso fue en 1934-1935. En Olympia Riefenstahl dio el mismo tratamiento heroico a Jesse Owens...

En cambio, otra crítica señala que el documental pretendía mostrar la superioridad aria, al comparar las fuertes extremidades de jóvenes atletas arios con los participantes pseudodivinos de los antiguos juegos olímpicos.

### Premios
La película ganó varios premios
- Premio Nacional de Cine (1937–1938)
- Festival Internacional de Cine de Venecia (1938) — Coppa Mussolini (Mejor película)
- Premio Polar polaco (1938)
- Premio a los Deportes griego (1938)
- Medalla de oro olímpica del Comité International Olympique (1939)
- Festival Internacional de Cine de Lausana (1948) — Diploma olímpico